# أحلام المرأة
أحلام النساء (بالسويدية: Kvinnodröm ) هو فيلم سويدي من إخراج إنجمار بيرجمان ، و قد تم إخراجه الى الصلات السينمائية سنة 1955.

## ورقة تقنية للفيلم
- العنوان : أحلام النساء
- العنوان الأصلي: Kvinnodröm
- إخراج: إنجمار بيرجمان
- السيناريو: إنجمار بيرجمان
- الإنتاج: رون فالديكرانز [الإنجليزية]
- الموسيقى: ستيوارت جورلينج
- التصوير السينمائي : هيلدنج بلاد [الإنجليزية]
- المونتاج: كارل أولوف سكيبستيدت [الإنجليزية]
- الديكور: جيتان جوستافسون
- شكل: أبيض وأسود - مونو
- النوع الدرامي : دراما
- مدة الفيلم : 87 دقيقة
- تاريخ الخروج الى صلات السينما : 1955

## التوزيع
- إيفا دالبيك: سوزان
- هارييت أندرسون: دوريس
- غونار بيورنستراند: أوتو سونديرباي، القنصل
- أولف بالم: السيد. هنريك لوبيليوس
- إنجا لاندجري: لوبيليوس
- بينجت آكي بينكتسون [الإنجليزية]: ماغنوس
- سفين ليندبرج: بالي بالت
- رينيه بيورلينج (غير معتمد): بيرغر

1. 1 2 3 4 5  مذكور في: قاعدة بيانات الأفلام التشيكية السلوفاكية. لغة العمل أو لغة الاسم: التشيكية. تاريخ النشر: 2001.